# チェンバー・ジャズ
チェンバー・ジャズ（Chamber jazz）は、グループのインタープレイ（相互作用）が重要なアコースティック・ベースのアンサンブルを含む、小さなジャズのジャンルである。それは、新古典主義音楽における室内楽の小さなアンサンブルから美的な影響を受け、しばしば西洋のクラシック形式だけでなく、非西洋の音楽または文化にも影響されている。とはいえ、多くの場合、伝統的なケルト音楽、中央ヨーロッパのフォーク・ミュージック、またはラテン音楽の影響によるものである。
アメリカのベーシスト、ジョン・カービー（1908年-1952年）は、1930年代と1940年代に自身が率いるセクステットを持った、間違いなく最初のチャンバー・ジャズ・ミュージシャンである。しかし、他の多くの初期の代表者たちはヨーロッパで生まれたので、イーゴリ・ストラヴィンスキーのようなヨーロッパの意義深い新古典主義音楽の作曲家が重要なものとなっている。ドイツのECMレコードも1960年代後半からその役割を果たした。また、通常はジャズとは関係のない楽器を使用することでも知られている。たとえば、チャンバー・ジャズは、オーボエ、マンドリン、ツィンバロム、またはタブラを利用する。
非西洋の影響や楽器の使用が、チェンバー・ジャズを一種のワールドミュージックとしてリストすることがある。また、新古典主義音楽とジャズの融合はニューエイジと見なされるところもあり、ウィンダム・ヒル・レコードからチャンバー・ジャズのアルバムがいくつかリリースされた。ウィンダム・ヒル自体が、チャンバー・ジャズに関連するミュージシャンたちによって共同設立されており、当初はフォーク・ミュージックまたはワールドミュージックで知られていた。
この用語は、室内楽とジャズの融合を意味する場合もある。この場合、それはサード・ストリームに似たものを意味するが、オーケストラの側面がないため、サード・ストリームとは違うものとなっている。ジャズは伝統的に室内楽とは見なされていない。チェンバー・ミュージック・アメリカ（CMA）によって定義された、「室内楽」の定義によれば、室内楽は「2〜10人のメンバーによる小さなアンサンブルのために機能し、1パートを1人が演奏し、通常は指揮者なしで演奏する」ものである。「チェンバー・ジャズ」という言葉は誰もが受け入れるわけではないかもしれないが、室内楽の伝統のなかでジャズを演奏するミュージシャンはいまだに存在する。「ジャズ」と見なすことができるスタイルで室内楽を演奏する室内楽のグループもある。
ミュージシャンのアーマッド・ジャマルは、チャンバー・ジャズの代表曲となる「Chamber Music of the New Jazz」を演奏した。近年、チェンバー・ジャズはより多く演奏され、より多くの聴衆に受け入れられている。

## チャンバー・ジャズ音楽にリンクされた著名なミュージシャン
以下は、彼らのことを、チェンバー・ジャズを演奏したミュージシャンとして解説している情報源である。場合によっては、彼らがその解説に同意するかどうかは不明である。さらに、これらのミュージシャンの多くまたはほとんどは、主に他のジャンルのジャズまたは他のジャンルの音楽で知られている。
- ビリー・チャイルズ (Billy Childs)[7]
- エディ・ダニエルズ (Eddie Daniels)[8][9]
- デイヴ・ダグラス (Dave Douglas)[10]
- マーク・フェルドマン (Mark Feldman)[10]
- エリック・フリードランダー (Erik Friedlander)[11]
- ジミー・ジュフリー (Jimmy Giuffre)[12]
- チコ・ハミルトン (Chico Hamilton) ※初期の支持者[13][14]
- マーク・アイシャム (Mark Isham)[15]
- ジョン・カービー (John Kirby) ※おそらく最初のチャンバー・ジャズ・ミュージシャン[4]
- ブラッド・メルドー (Brad Mehldau)[10]
- モダン・ジャズ・カルテット (Modern Jazz Quartet)[16]
- 大倉めぐみ (Meg Okura) ※彼女は「チャンバー・ジャズの女王」と呼ばれている[17]
- ピーター・スプレイグ (Peter Sprague)[18]
- ラッセル・ウォルダー (Russel Walder)[19]